# ورنر فون براون
ورنر مگنوس ماکسیمیلیان فرایهر فون براون (به آلمانی: Wernher Magnus Maximilian Freiherr von Braun) (۲۳ مارس ۱۹۱۲–۱۶ ژوئن ۱۹۷۷) دانشمند آلمانی مهندسی هوافضا، از پیشگامان فناوری موشکی در رایش سوم و بعداً در ایالات متحده بود.
فون براون در حالی که حدوداً سی سال داشت، در برنامه توسعه موشک آلمان کار می‌کرد. وی در طول جنگ جهانی دوم به طراحی و توسعه موشک فاو-۲ در پنمونده کمک کرد. پس از جنگ، فون براون طی عملیات گیره کاغذ همراه با حدود ۱۶۰۰ دانشمند، مهندس و تکنسین آلمانی دیگر مخفیانه به ایالات متحده منتقل شد.

## زندگی

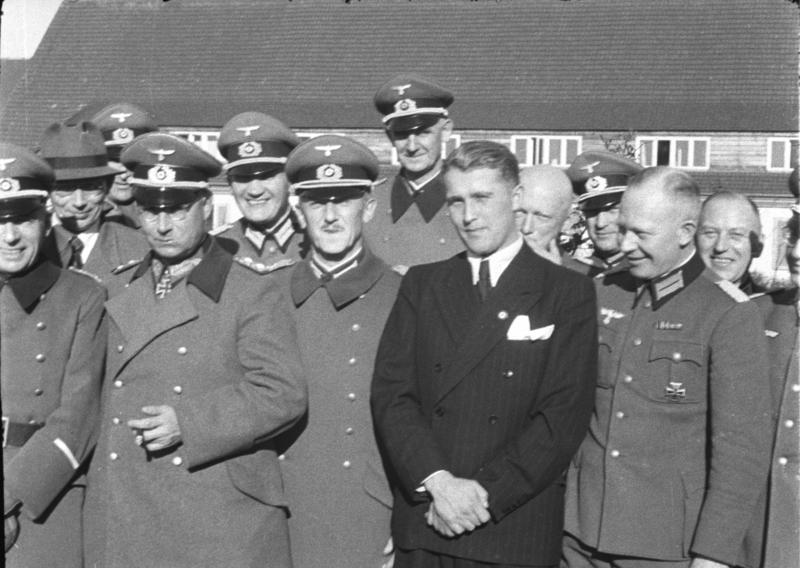
ورنر فون براون در لباس غیرنظامی کنار افسران ورماخت

ورنر فون براون روز ۲۳ مارس سال ۱۹۱۲ در ویرزیتس در پوزن زاده شد. مدرک دکترای خود را در رشته فیزیک در دانشگاه برلین با تمرکز بر توسعه موتور سوخت مایع موشک دریافت نمود. نیروهای مسلح آلمان از سال ۱۹۳۲ شروع به تأمین مالی فعالیت‌های او کرد. فون براون و گروهی از مهندسان ابتدا در کومرسدورف و سپس در پنمونده، به ساخت و آزمایش موشک‌ها پرداختند. نخستین موشک عملیاتی فاو-۲ ماه سپتامبر سال ۱۹۴۴ توسط آن‌ها شلیک شد. موشکی که اواخر جنگ جهانی دوم، لندن و بسیاری شهرهای اروپایی را در ترس و وحشتی بی‌سابقه فرو برد.
فون براون اوایل سال ۱۹۴۵ با گروه تحقیقاتی خود در غرب آلمان تسلیم نیروهای آمریکایی شد.

### پس از جنگِ جهانیِ دوّم
پس از جنگ جهانی دوم آمریکایی‌ها صاحب تعداد زیادی موشک فاو-۲ شده بودند که غنیمت جنگی متفقین از کارخانه‌ها و زرادخانه‌های آلمانی بود. آن‌ها این موشک‌ها را همراه با فون براون و شماری از همکارانش پنهانی به ایالات متحده منتقل کردند. سال ۱۹۴۶، فون براون تبدیل به یک دانشمند موشکی آمریکایی شد و در زمینهٔ ساخت موشک‌های بالستیک قاره‌پیما کار کرد.

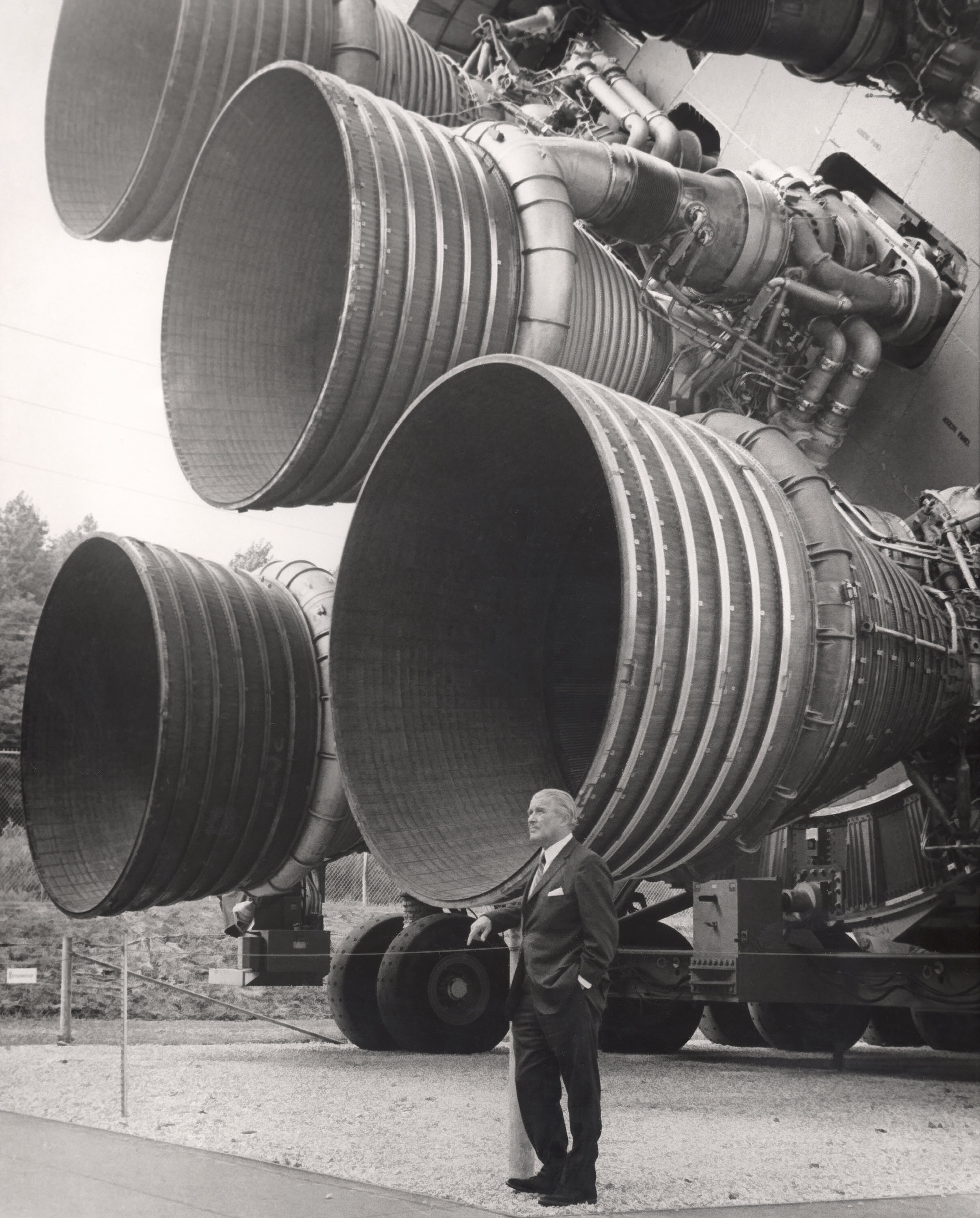
ورنر فون براون

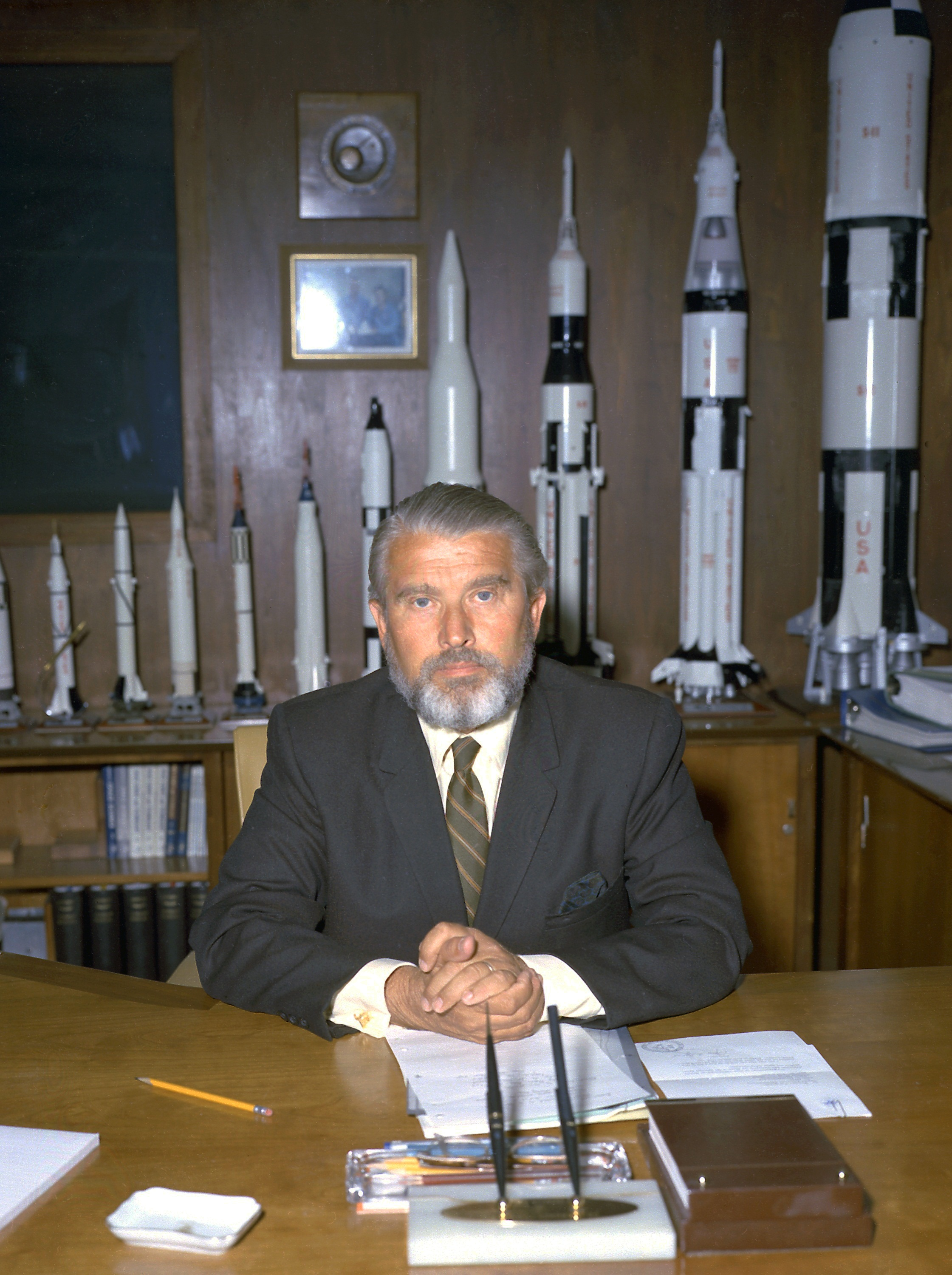
براون در دفتر کارش در ناسا، سال ۱۹۷۰

اقدامات فون براون نقش ویژه‌ای در بنیان‌گذاری ناسا، ادارهٔ ملی هوانوردی و فضای ایالات متحده در سال ۱۹۵۸ و برنامهٔ فضایی آپولو در دههٔ ۱۹۶۰ داشت.
فون براون سال ۱۹۷۲ بازنشسته شد و در نهایت روز ۱۶ ژوئن سال ۱۹۷۷ در الکساندریا، ویرجینیا درگذشت.